# Amonherkhopsef (III. Ramszesz fia)

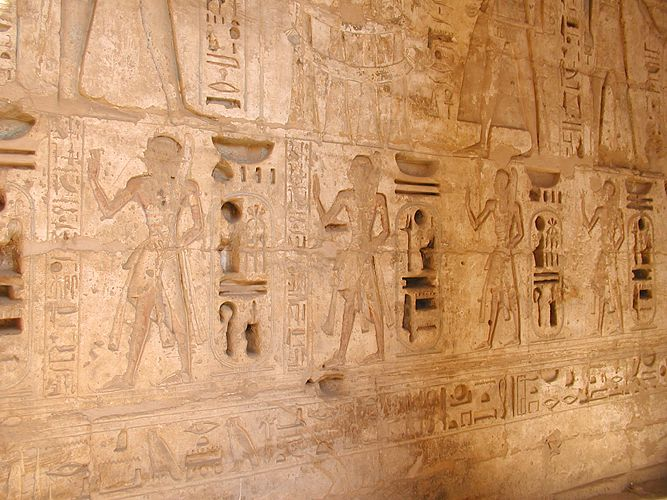
Amonherkhopsef (legelöl) és öccsei Medinet Habuban

Amonherkhopsef (ỉmn-ḥr-ḫpš=f; „Ámon az ő erős karjával van”) III. Ramszesz egyiptomi fáraó legidősebb fia volt; Egyiptom trónörököse. Körülbelül tizenöt évesen meghalt. Nem azonos III. Ramszesz másik Amonherkhopsef nevű fiával, aki később VI. Ramszesz néven trónra lépett.

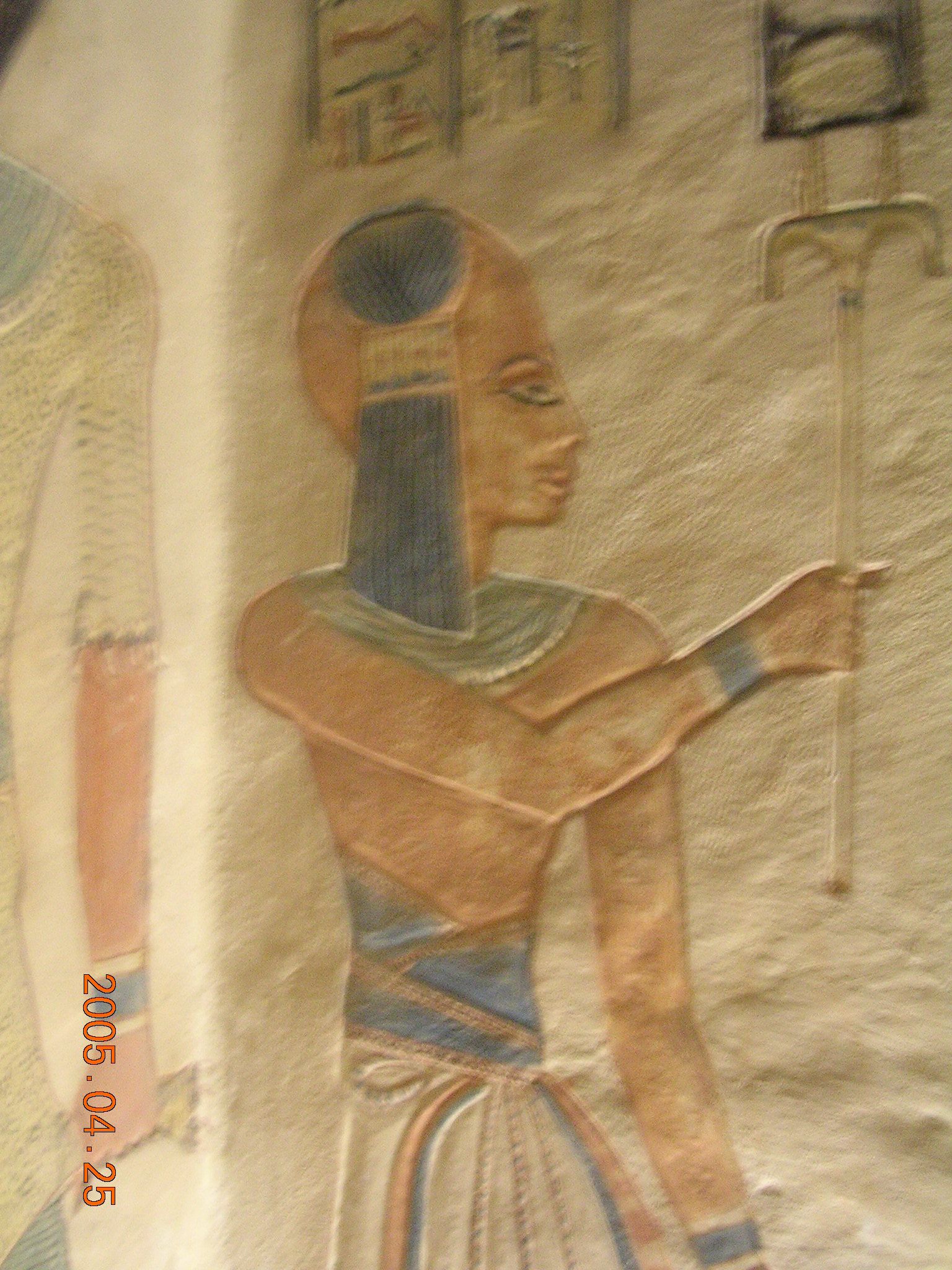
Amonherkhopsef ábrázolása a sírjában

Lehetséges, hogy anyja Titi királyné volt, akinek sírja (QV52) Amonherkhopsef sírja (QV55) közelében található. Több testvéréhez hasonlóan Amonherkhopsefet is apja nagy példaképe, II. Ramszesz egy fiáról nevezték el, a XIX. dinasztia idején élt Amonherkhopsefről. Sorsuk annyiban is hasonlít, hogy mindketten apjuk kijelölt trónörökösei voltak, de mindketten még azelőtt meghaltak, hogy trónra léphettek volna. Amonherkhopsefet említik egy karnaki domborművön, egy Dejr el-Medina-i, töredékesen fennmaradt sztélén, ábrázolják egy másik, töredékes Deir el-Medina-i sztélén, valamint egy harmadikon, amelyet Ptah és Meretszeger szentélyében találtak, és valószínűleg a sírján dolgozó munkások állíttatták. Testvéreivel ábrázolják apja Medinet Habu-i halotti templomában, Ramszesz-Amonherkhopsef néven, kilencedikként a hercegek sorában; az ábrázolás elkészültekor már elhunyt. Halála apja 30. uralkodási éve előtt következhetett be.
Jó állapotban fennmaradt sírja, a QV55 a Királynék völgyében található, ahová gyakran temették a király gyermekeit is. A sírt olasz régészek tárták fel Ernesto Schiaparelli vezetésével 1903-1904-ben. Nem tudni, hogy a herceget ide temették-e. A Királyok völgye 13 sírban, amely eredetileg Bay kancellárnak épült, megtaláltak egy eredetileg Tauszert fáraónő számára készült szarkofágot, melyen a nevet átírták Amonherkhopsef nevére. Valószínűbb azonban, hogy itt a később élt Amonherkhopsefről, VI. Ramszesz fiáról van szó, mert a sír kisajátítása VI. Ramszesz korára tehető, Amonherkhopsef (III. Ramszesz fia) pedig még apja uralkodása alatt meghalt.